# Ignace-François de Glimes de Brabant
Ignace-François de Glimes de Brabant (Namur, 29 de maig de 1677 — Madrid, 5 de desembre de 1754) fou un militar való, III comte de Glimes de Brabant, senyor de La Neffe i baró de Samar.
El 1703 passà al servei de Felip V de Borbó amb la companyia de guàrdies valons. Lluità al setge de Gibraltar de 1704-1705 i a la batalla d'Almansa, i assolí el grau de tinent general. El 1715 fou designat governador de Tortosa. Felip V li confirmà el comtat de Glimes de Brabant i del Sacre Imperi. En 1727 el nomenà Capità general de Castella.
Fou capità general de Catalunya del 1735 al 1737 i del 1738 al 1742, els anys durants els quals entrà en conflicte amb l'Audiència barcelonina, que pretenia de reduir les seves atribucions. El 1746 fou creat gran d'Espanya.